# Колката (округ)
Ко́лката (бенг. কোলকাতা জেলা) — округ в индийском штате Западная Бенгалия. Он вмещает в себя центральную часть города Колката (Калькутта) и разделён на 17 избирательных округов. Гражданские объекты в этом округе находятся под управлением Муниципальной корпорации Колкаты.
На востоке и северо-востоке граничит с округом Северные 24 парганы, с южной стороны — с округом Южные 24 парганы, с запада и северо-запада — с округом Хаура.
По данным всеиндийской переписи 2001 года население округа Колката составляло 4 572 876, из них индуистов — 3 552 274 (77.68 %), мусульман — 926 769 (20.27 %), христиан — 40 218 (0.88 %), джайнов 20859 (0.46 %) и сикхов — 15 599 человек (0.34 %).